# ジーゲルスバッハ
ジーゲルスバッハ (ドイツ語: Siegelsbach) は、ドイツ連邦共和国バーデン＝ヴュルテンベルク州ハイルブロン郡に属す町村（以下、本項では便宜上「町」と記述する）。この町は、ハイルブロン郡最小の町で、シュトゥットガルト大都市圏周縁部に含まれる。

## 地理

### 位置
ジーゲルスバッハは、ハイルブロン郡の北の郡境沿い、ネッカー川の西、数kmに位置する。この町はクライヒガウ地方とネッカー山地の境界にあたり、南から北に向かって登ってゆく石灰岩の高原で東側はコイパーの砂岩質の土壌である。町の大部分はミュールバッハ川を経由して東のネッカー川に注ぐ小川の流域（フュンフミューレンタール）であり、西のわずかな部分がエルゼンツ川に注ぐ小川の流域になっている。

### 隣接する自治体
ジーゲルスバッハに隣接する自治体は、南から時計回りに、バート・ラッペナウ（ハイルブロン郡）、ヒュッフェンハルト、ハスマースハイム（ともにネッカー＝オーデンヴァルト郡）である。ジーゲルスバッハは、バート・ラッペナウおよびキルヒャルトとともに行政共同体を形成する。

### 自治体の構成
ジーゲルスバッハには、さらに細分化される地区はない。

## 歴史
ジーゲルスバッハは、ローマ時代のネッカー・リーメスの後背地にあたる。周辺には、多くのローマ時代の農場があり、ゼーゲルスバッハ川の近くをローマ街道が通っていた。しかし、ジーゲルスバッハ町内からローマ時代の遺跡は発掘されていない。最初の入植者は、おそらく、ヴォルムス司教区からやって来たのであり、11世紀から12世紀にかけてネッカー川とエルゼンツ川の間の開拓が行われたと推測されている。この村が最初に記録されるのは1258年である。コンラート・フォン・エーレンベルクとヴィンプフェン教区との間で、villa Sigelspach の権利を巡って争いがあったと、その名が記録されている。
1380年にジーゲルスバッハは、プファルツ選帝侯領となり、以前からこの村の一部を領していたヒルシュホルン家がレーエンとしてこれを治めた。この頃、1358年と1393年にシュネプフェンハルター・ミューレについての言及が見られる。この水車小屋は礼拝堂とともに16世紀にこの村の所有となった。ヒルシュホルン家、および現在の町域の一部を治めていたコンラート・フォン・ヴァインスベルク、ハンス・フォン・ゲンミンゲンは15世紀にプロテスタントに改宗した。ゲンミンゲン家は19世紀に至るまでこの町の一部を保持し続けている。
1523年にこの村にヒルシュホルン家によって宗教改革がもたらされた。1554年にヒルシュホルン家の領主は、ジーゲルスバッハに条例を公布した。1632年にヒルシュホルン家が断絶すると、ジーゲルスバッハは、まずプファルツ選帝侯の会計局の管理下に置かれた。1634年に三十年戦争のために、スウェーデン軍によって焼き討ちされ、翌年にはペストが猛威を振るった。
17世紀後半に、この村は、ヴィザー男爵、後のヴィザー伯家にレーエンとして与えられた。ヴィザー家は、プロテスタントを信仰していたため、オーストリアから逃れてきたのであった。ゴットフリート・フォン・ヴィザーは、プファルツ選帝侯の枢密院となった。その息子フランツ・メルヒオール・フォン・ヴィザーはプファルツ選帝侯ヨハン・ヴィルヘルムとともにカトリック信仰を回復し、1698年にジーゲルスバッハをレーエンとし、1702年には帝国伯となった。カトリックの領主がプロテスタントの村を治めるという事態は、一部は20世紀初頭まで続く数々の宗教対立の要因となった。伯の要求する賦役や税は、1554年に法で定められた量を超えていた。この他にも宗教対立があった。村の教会は、まず諸宗派共同教会とされた後、1710年にカトリック教会に改められた。そこでプロテスタントの住民は、1765年に新しい教会を建て、また宗派によって墓地も分けられた。
1803年にプファルツ選帝侯が消滅すると、この村は、オーバーアムト・モスバッハ（オーバーアムトは、当時の地方行政区分）とともにライニンゲン侯領となった。さらにライニンゲン侯が統治権を失った後、1806年に統治権はバーデン大公に移され、ベツィルクスアムト・ネッカービショフスハイムに編入された。
ヴィザー伯は、18世紀には長らくマンハイムやフリーデルスハイムに住んだのだが、1788年にジーゲルスバッハに戻り、レーエンとして与えられていたこの封土を完全な所有地である自由領に改めようと画策した。ヴィザー伯ヨーゼフは、1811年にライニンゲン侯に対して、旧レーエンを自由領とする対価として8000ライン・グルデンを支払う協定を結んだ。しかし、その翌年、彼の領主としての行政機構は解体され、この村はオーバーアムト・モスバッハの一部として管理されることとなった。ヨーゼフは、同時に、森林所有地をよその希望者に売却しようと試みたが、村にこれを阻まれ、結局1813年に村がこの森林を購入することとなった。ヴィザー家は1823年に城館をも売却し、シュタイン・アム・コッハー（現在はノイエンシュタット・アム・コッハーに併合）に移住した。村はさらに1829年にゲンミンゲン家からも森林を獲得している。1841年には人口815人を数えるようになった。1848年にヴィザー伯は庇護権をも返上したのだが、1862年になって再度これを要求している。伯家が完全に手を引いたのは1868年になってからのことであった。
1864年にこの村は、ベツィルクスアムト・ジンスハイム、後のジンスハイム郡に編入された。ジーゲルスバッハは、19世紀後半に工業化がなされた。ヤーコプ・グレッツィンガーは1864年に石鹸工場を創業し、これがやがて Süddeutsche Öl- und Fettwarenfabrik社（南ドイツ油脂会社）に発展し、1898年には大規模な製造工場を建設した。1902年10月15日は、ネッカービショフスハイムからヒュッフェンハルトへのクレプスバッハタール鉄道が開通した。1907年からは、ジーゲルスバッハ採石場から駅までの狭軌軌道も敷設され、同じ年に新設の工業学校が開校した。1930年に、バート・ラッペナウからジーゲルスバッハを経由してヘルムシュタットに至る乗り合いバスも運行を始めた。1935年の人口は770人であった。1939年に油脂工場が閉鎖された。
1939年に軍の弾薬施設の建設が始まり、1940年にはこの施設に向けて鉄道が延長された。1944年には、この施設でV2ロケットの製造が開始された。この施設は、戦争の進行とともに空爆の目標とされるようになった。第二次世界大戦後、この地域は、アメリカ軍の弾薬貯蔵庫として利用された。人口約750人のこの町は、約450人の東部から放逐されたドイツ人および105人の疎開民を受け容れた。これらの人々を収容するために新しい集落 Siedlung（「入植地」の意）が開発された。さらに重要な住宅供給処置として、元々はドイツ連邦軍貯蔵庫の従業員用に建設された住宅が提供された。
油脂会社は1947年に営業を再開し、1948年から1958年まで工場での操業が行われた。1959年にドイツ連邦軍はここに資材貯蔵庫を建設した。バート・ラッペナウからジーゲルスバッハを通りヒュッフェンハルトへと通じる道路が1963年に建設された。
バーデン＝ヴュルテンベルク州の郡再編により、1973年にジーゲルスバッハはヴュルテンベルクのハイルブロン郡に属すこととなった。隣接するバート・ラッペナウへの合併に関する議論は、1974年の住民投票で大多数が反対した。しかし国民銀行および農業信用金庫は合併し、1975年にはバート・ラッペナウと行政共同体を形成することとなった。1982年には町を通り抜ける道路の建設が行われた。
ジーゲルスバッハは、2004年に起きた、死者1名・負傷者2名を出した残忍な銀行強盗事件でドイツ国内では知られている。主犯容疑者は、"Bäcker von Siegelsbach"（ジーゲルスバッハのパン焼き職人）と呼ばれている。

### 宗教
ジーゲルスバッハの住民の多くはプロテスタント信者である。プロテスタント教会の他に、カトリック教会や自由教会Evangelische Täufergemeinde ETG もこの町にはある。
ジーゲルスバッハには18世紀からユダヤ人コミュニティが存在していた。1775年には28人のユダヤ人がおり、1801年までに63人に増加した。19世紀にはシナゴーグが建設され、ユダヤ人コミュニティは19世紀中頃まで拡大を続けた。1848年には104人のユダヤ人が住んでいた。19世紀後半からユダヤ人の移住が始まりコミュニティは急速に縮小に向かった。1875年には67人、1900年には29人、1933年には9人になった。その後1938年1月までに3人のメンバーが亡くなり、この町のユダヤ人は6人にまで減少したため、1938年1月19日にシナゴーグは売却され、宗教上のコミュニティは解消された。最後の6人はその後アメリカ合衆国へ移住した。

## 行政

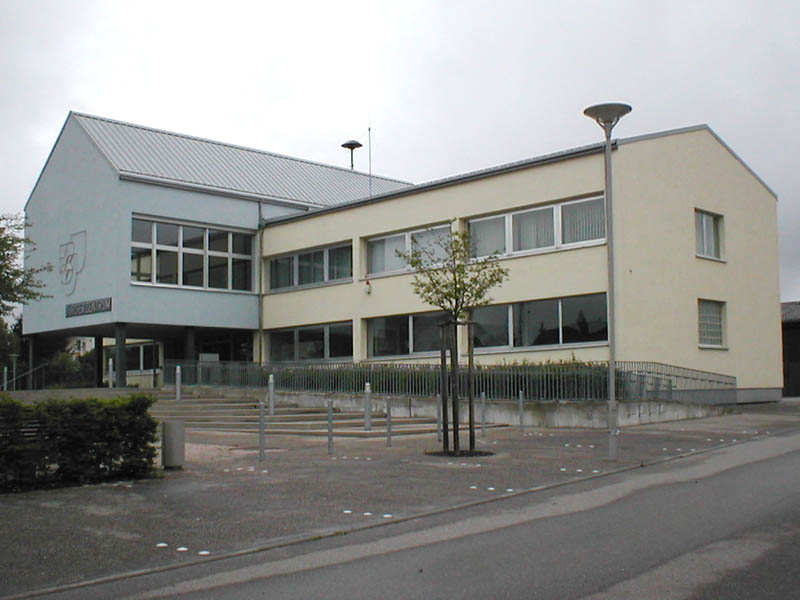
ジーゲルスバッハの町役場

### 議会
ジーゲルスバッハの議会は、10人の議員が構成される。議会では、これに首長が加わり議長を務める。

### 紋章と旗
図柄: 赤と金の左右二分割（パーティ・パー・ペイル）。中央に6つの突起を持つ星が配置され、半分ずつ逆側の地色で彩色されている。
ジーゲルスバッハの紋章の星は、かつての領主ヴィザー伯家の紋章に由来する。カールスルーエのゲネラルランデスアルヒーフ（文書局）は形と色を変えて星を町の紋章として採用することを提案し、1922年に採択された。旗は、1959年5月16日にバーデン＝ヴュルテンベルク州内務省の認可を得た。

## 文化と見所
この町の見所はフュンフミューレンタール（「5つの水車の谷」）で、5つの水車の一つに数えられる「シュネプフェンハルター・ミューレ」が町域に存在する。この谷は、遊歩道として、ツィンマーホーフにある villa rustica （ローマ時代の農場跡）の近くに通じている。

### 建築

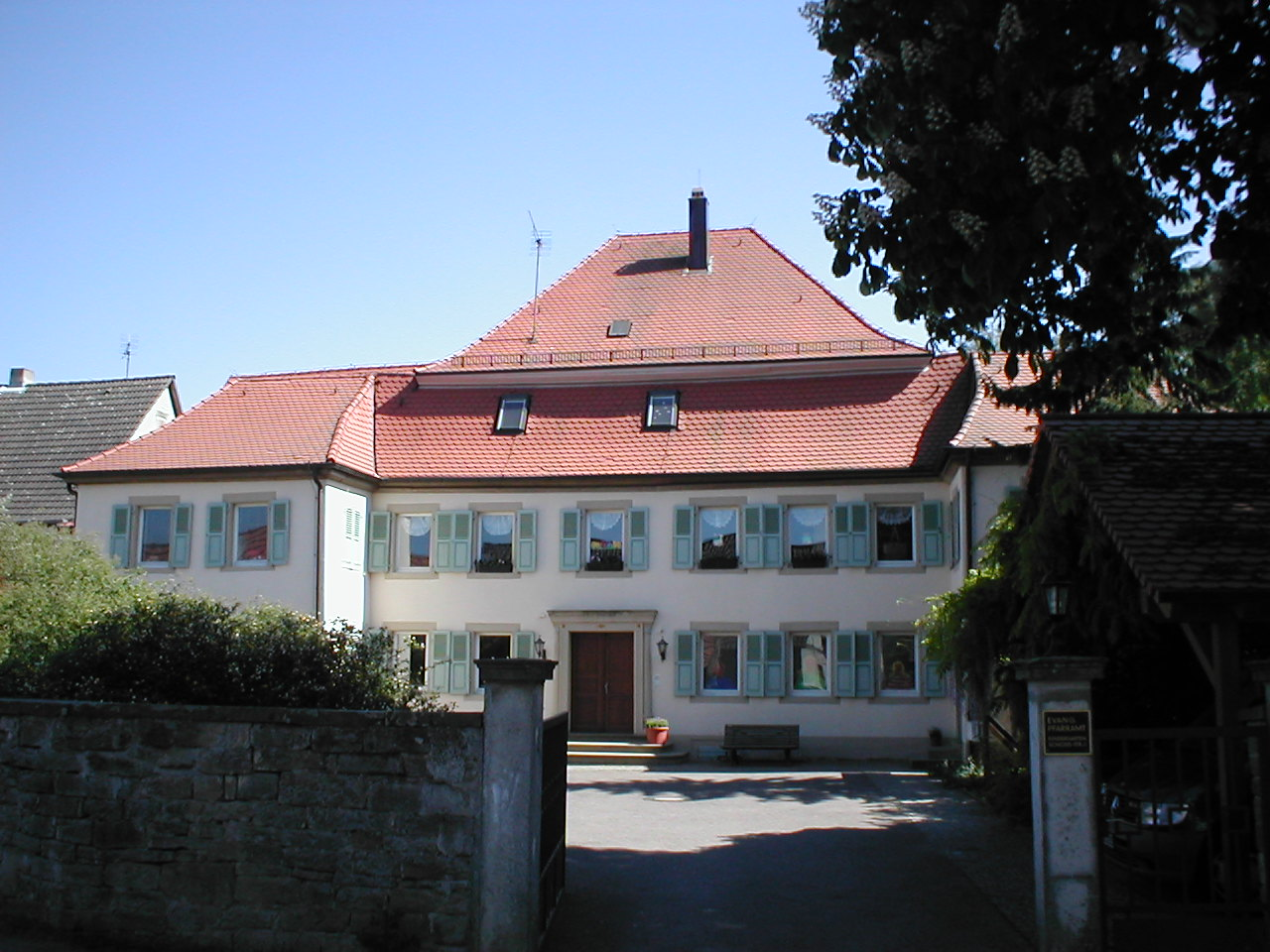
ジーゲルスバッハ城

- ジーゲルスバッハ城は、フランツ・メルヒオール・フォン・ヴィザーによって1700年頃に建設された。何度も所有者を替えた後、1841年に「バーディシャー・ホーフ」という名のビール醸造所とレストランになった。しかし、その所有者も数年後にはアメリカに移住した。建物の所有者は、1862年にプロテスタントの教会組織の所有になるまで転売を重ねた。この本館は、現在も牧師館および幼稚園として用いられている。土地や建物は、現在の牧師館とともに、城の所有であったが、1864年にヤーコプ・グレツィンガーに売却され、南ドイツ油脂会社 J. Grötzinger & Söhneの管理部の所有となった。この会社は、現在の Mann & Schröder KG の母体となった。
- プロテスタント教会は、1765年に簡潔なバロック様式で建設された。1711年にプロテスタントが元の教会で宗教行事を行うを禁じられたため、プロテスタント信者らは一時期町役場で儀式を行っていた。この教会の奉献式は1767年3月29日に執り行われた。建造費の一部は、北ドイツやオランダで活動したジーゲルスバッハ出身のバックル製造者ゲオルク・フリードリヒ・リーマー（1781年没）により寄付された。教会は1854年に改修され、1922年、1951年の2つの鐘を有している。
- カトリック教会は、元々村にあった教会で、16世紀に宗教改革を経験したが、1710年にヴィザー伯によりカトリックに戻された。古い建物は1800年以後老朽化が進み、1857年に取り壊され、翌年に現在の建物が建設された。教会は、1887年、1921年、1955年および1985年の2つの鐘を有している。教会の近くには、1810年に造られた歴史的な弔いの鐘が遺されている。
- 町には、いくつかの歴史的木組み建築があり、なかには19世紀初頭のものも保存されている。また、地元の砂岩を用いた20世紀初めの建物も遺されている。学校は1912年建造の砂岩建築である。ハウプト通り68番の建物も同じ年の建築である。町役場と体育館は、近代的な機能建築であり、1971年に落成した後、さらにたびたび近代化されている。この町の戦争記念碑は、1969年に建立された。
- シュネプフェンハルター・ミューレは、ネッカー川に至るフュンフミューレタールに位置する。この建物は、1957年6月に焼失し、隣接する場所に新たに建造されたものである。

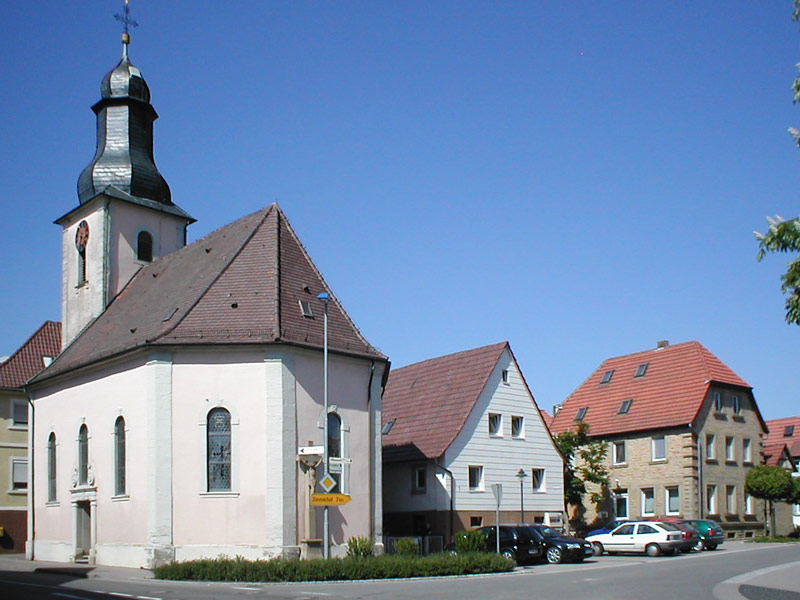
プロテスタント教会
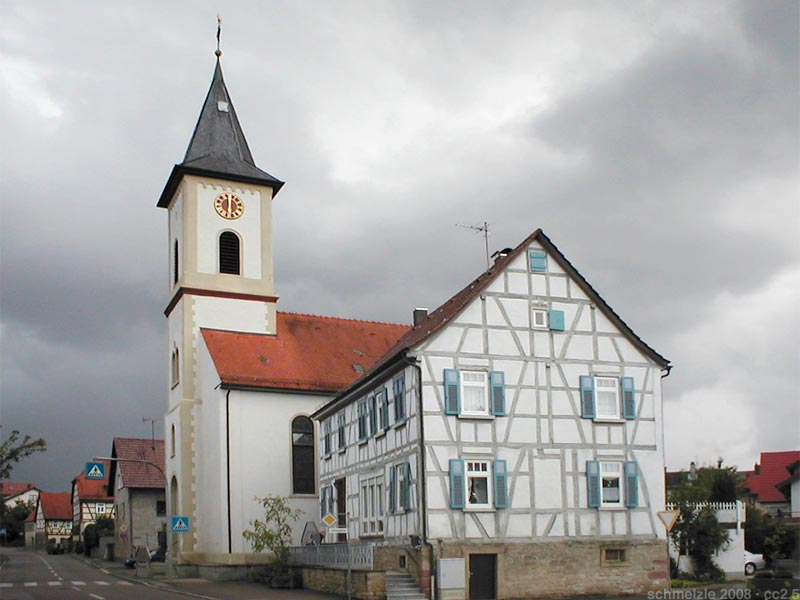
カトリック教会
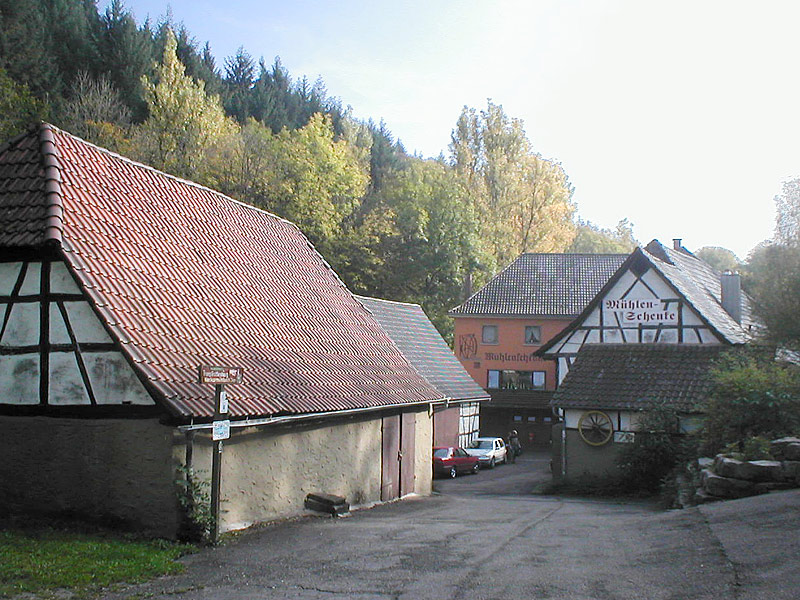
シュネプフェンハルター・ミューレ

## 経済と社会資本
ジーゲルスバッハの最も重要な企業は、Mann & Schröder GmbHである。ここは、300人以上の従業員が働く化粧品会社である。
総面積1.8 km²のMuna-Gelände（軍用地）中、ドイツ連邦軍は広さ0.4 km²を貯蔵倉庫として利用している。かつてのアメリカ軍基地部分は、ドイツ連邦軍の、戦車をはじめとする軍用車両基地となっている。

### 交通
この町は、アウトバーンA6号線のバート・ラッペナウ・インターチェンジ近くに位置している。また、シュヴァルツバッハタール鉄道の支線で、ネッカービショフスハイムからヒュッフェンハルトに至るクレプスバッハタール鉄道に面している。

### メディア
ジーゲルスバッハでのできごとは、日刊紙 Kraichgau Stimme（Heilbronner Stimmeの地方版）および Rhein-Neckar-Zeitungに掲載される。

## 人物

### ゆかりの人物
- フランツ・ベルンハルト（1934年 - ）彫刻家。1946年からの一時期ジーゲルスバッハに住んだ。